# ۵۳۸ (پیش از میلاد)
۵۳۸ (پیش از میلاد) ۵۳۸مین سال قبل از تقویم میلادی است.